# 大津村 (兵庫県)
大津村（おおつむら）は、かつて兵庫県に存在していた村である。1946年に姫路市などと合併し消滅した。現在は姫路市大津区となっている。

## 沿革
- 1889年（明治22年）4月1日 町村制施行に伴い揖東郡大津村発足。
- 1896年（明治29年）4月1日 揖東郡、揖西郡が合併し揖保郡になる。
- 1946年（昭和21年）3月1日 （旧）姫路市、飾磨市、白浜町、広畑町、網干町、勝原村、余部村とともに姫路市を新設し消滅。